# Théziers
Théziers est une commune française située dans l'est du département du Gard, en région Occitanie.
Exposée à un climat méditerranéen, elle est drainée par le Briançon et par un autre cours d'eau. La commune possède un patrimoine naturel remarquable composé d'une zone naturelle d'intérêt écologique, faunistique et floristique.
Théziers est une commune rurale qui compte 1 070 habitants en 2022, après avoir connu une forte hausse de la population depuis 1962.  Elle fait partie de l'aire d'attraction d'Avignon. Ses habitants sont appelés les Théziérois ou  Théziéroises.
Le patrimoine architectural de la commune comprend deux  immeubles protégés au titre des monuments historiques : la chapelle Saint-Amant de Théziers, inscrite en 1941, et l'église Saint-Grégoire, inscrite en 1986.

## Géographie

### Communes limitrophes
Les communes limitrophes sont  Aramon, Domazan, Estézargues, Fournès, Montfrin et Vallabrègues.

### Climat
Pour des articles plus généraux, voir Climat de l'Occitanie et Climat du Gard.
En 2010, le climat de la commune est de type climat méditerranéen franc, selon une étude s'appuyant sur une série de données couvrant la période 1971-2000. En 2020, Météo-France publie une typologie des climats de la France métropolitaine dans laquelle la commune est exposée à un climat méditerranéen et est dans la région climatique Provence, Languedoc-Roussillon, caractérisée par une pluviométrie faible en été, un très bon ensoleillement (2 600 h/an), un été chaud (21,5 °C), un air très sec en été, sec en toutes saisons, des vents forts (fréquence de 40 à 50 % de vents > 5 m/s) et peu de brouillards.
Pour la période 1971-2000, la température annuelle moyenne est de 13,9 °C, avec une amplitude thermique annuelle de 17,2 °C. Le cumul annuel moyen de précipitations est de 710 mm, avec 5,8 jours de précipitations en janvier et 2,7 jours en juillet. Pour la période 1991-2020, la température moyenne annuelle observée sur la station météorologique la plus proche, située sur la commune de Pujaut à 17 km à vol d'oiseau, est de 14,6 °C et le cumul annuel moyen de précipitations est de 672,8 mm,. Pour l'avenir, les paramètres climatiques de la commune estimés pour 2050 selon différents scénarios d'émission de gaz à effet de serre sont consultables sur un site dédié publié par Météo-France en novembre 2022.

### Milieux naturels et biodiversité

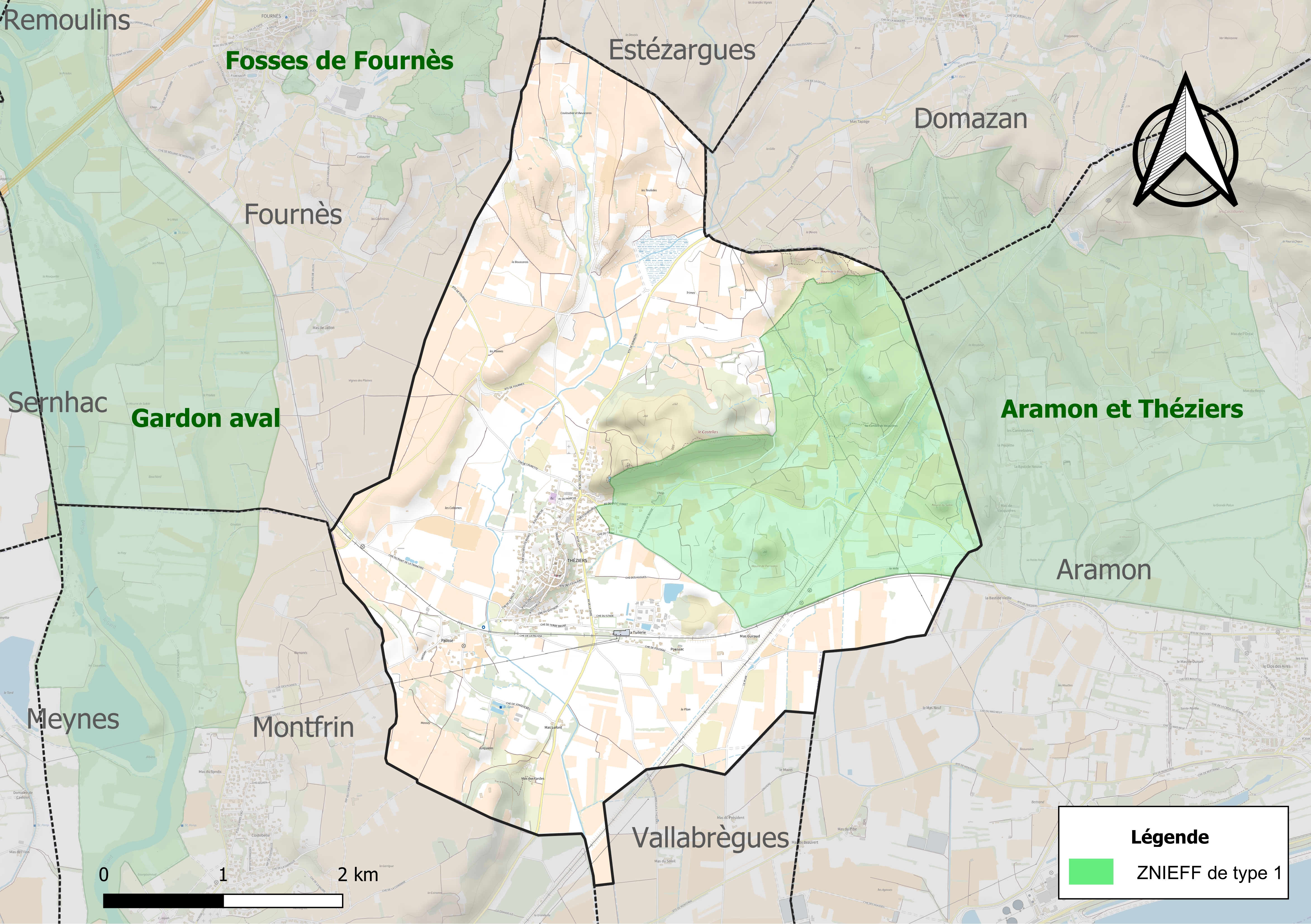
Carte de la ZNIEFF de type 1 localisée sur la commune.

L’inventaire des zones naturelles d'intérêt écologique, faunistique et floristique (ZNIEFF) a pour objectif de réaliser une couverture des zones les plus intéressantes sur le plan écologique, essentiellement dans la perspective d’améliorer la connaissance du patrimoine naturel national et de fournir aux différents décideurs un outil d’aide à la prise en compte de l’environnement dans l’aménagement du territoire.
Une ZNIEFF de type 1 est recensée sur la commune :
« Aramon et Théziers » (783 ha), couvrant 3 communes du département.

## Urbanisme

### Typologie
Au 1er janvier 2024, Théziers est catégorisée bourg rural, selon la nouvelle grille communale de densité à sept niveaux définie par l'Insee en 2022.
Elle est située hors unité urbaine. Par ailleurs la commune fait partie de l'aire d'attraction d'Avignon, dont elle est une commune de la couronne,. Cette aire, qui regroupe 48 communes, est catégorisée dans les aires de 200 000 à moins de 700 000 habitants,.

### Occupation des sols

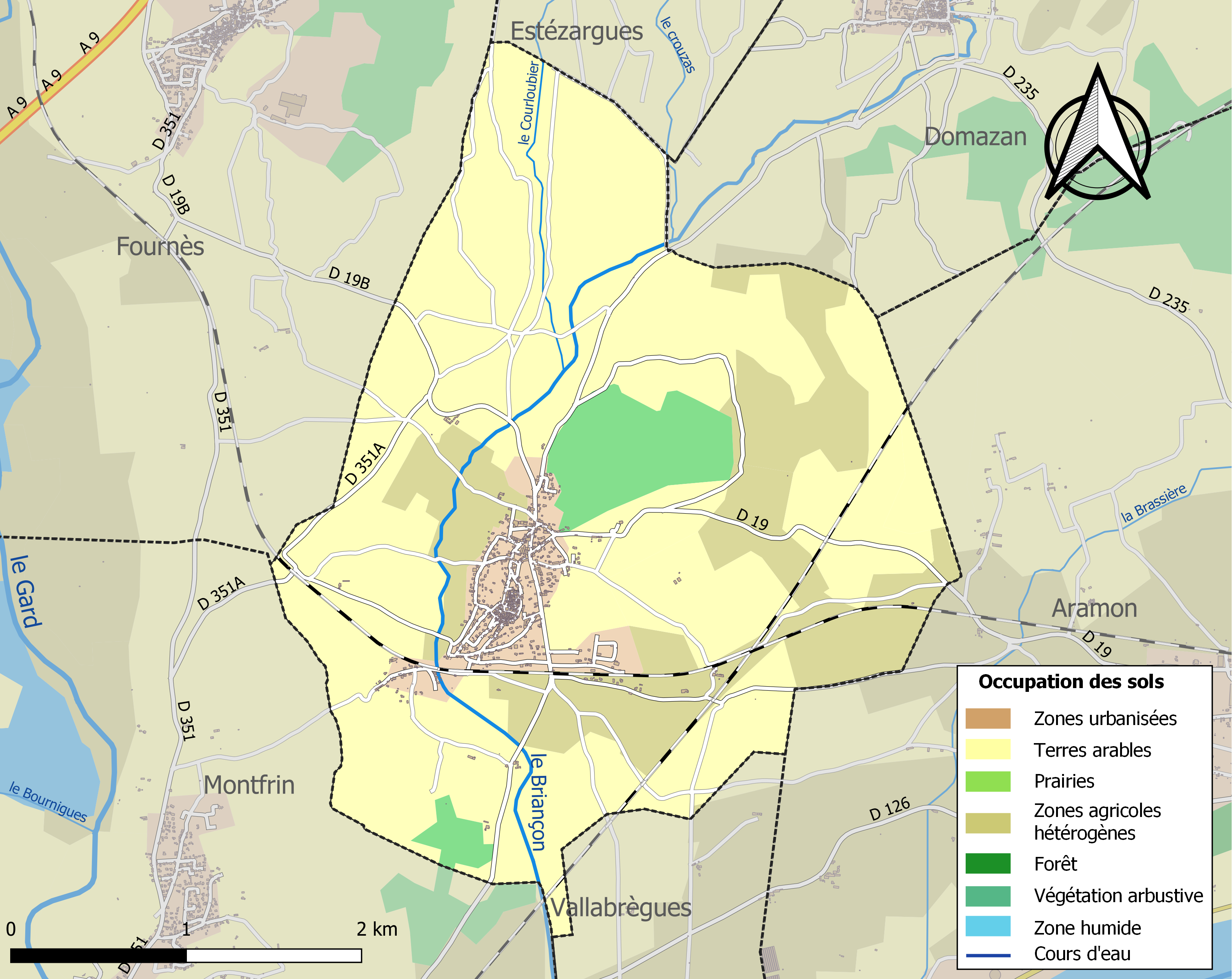
Carte des infrastructures et de l'occupation des sols de la commune en 2018 (CLC).

L'occupation des sols de la commune, telle qu'elle ressort de la base de données européenne d’occupation biophysique des sols Corine Land Cover (CLC), est marquée par l'importance des territoires agricoles (88,1 % en 2018), en diminution par rapport à 1990 (90,2 %). La répartition détaillée en 2018 est la suivante : 
cultures permanentes (67,2 %), zones agricoles hétérogènes (20,9 %), zones urbanisées (5,9 %), milieux à végétation arbustive et/ou herbacée (5,9 %). L'évolution de l’occupation des sols de la commune et de ses infrastructures peut être observée sur les différentes représentations cartographiques du territoire : la carte de Cassini (XVIIIe siècle), la carte d'état-major (1820-1866) et les cartes ou photos aériennes de l'IGN pour la période actuelle (1950 à aujourd'hui).

### Risques majeurs
Le territoire de la commune de Théziers est vulnérable à différents aléas naturels : météorologiques (tempête, orage, neige, grand froid, canicule ou sécheresse), inondations, feux de forêts, mouvements de terrains et séisme (sismicité modérée). Il est également exposé à deux risques technologiques,  le transport de matières dangereuses et la rupture d'un barrage. Un site publié par le BRGM permet d'évaluer simplement et rapidement les risques d'un bien localisé soit par son adresse soit par le numéro de sa parcelle.

#### Risques naturels
Certaines parties du territoire communal sont susceptibles d’être affectées par le risque d’inondation par débordement de cours d'eau et par une crue torrentielle ou à montée rapide de cours d'eau, notamment le Briançon. La commune a été reconnue en état de catastrophe naturelle au titre des dommages causés par les inondations et coulées de boue survenues en 1982, 1987, 1988, 1993, 1994, 2002, 2003, 2004, 2005, 2010 et 2011,.

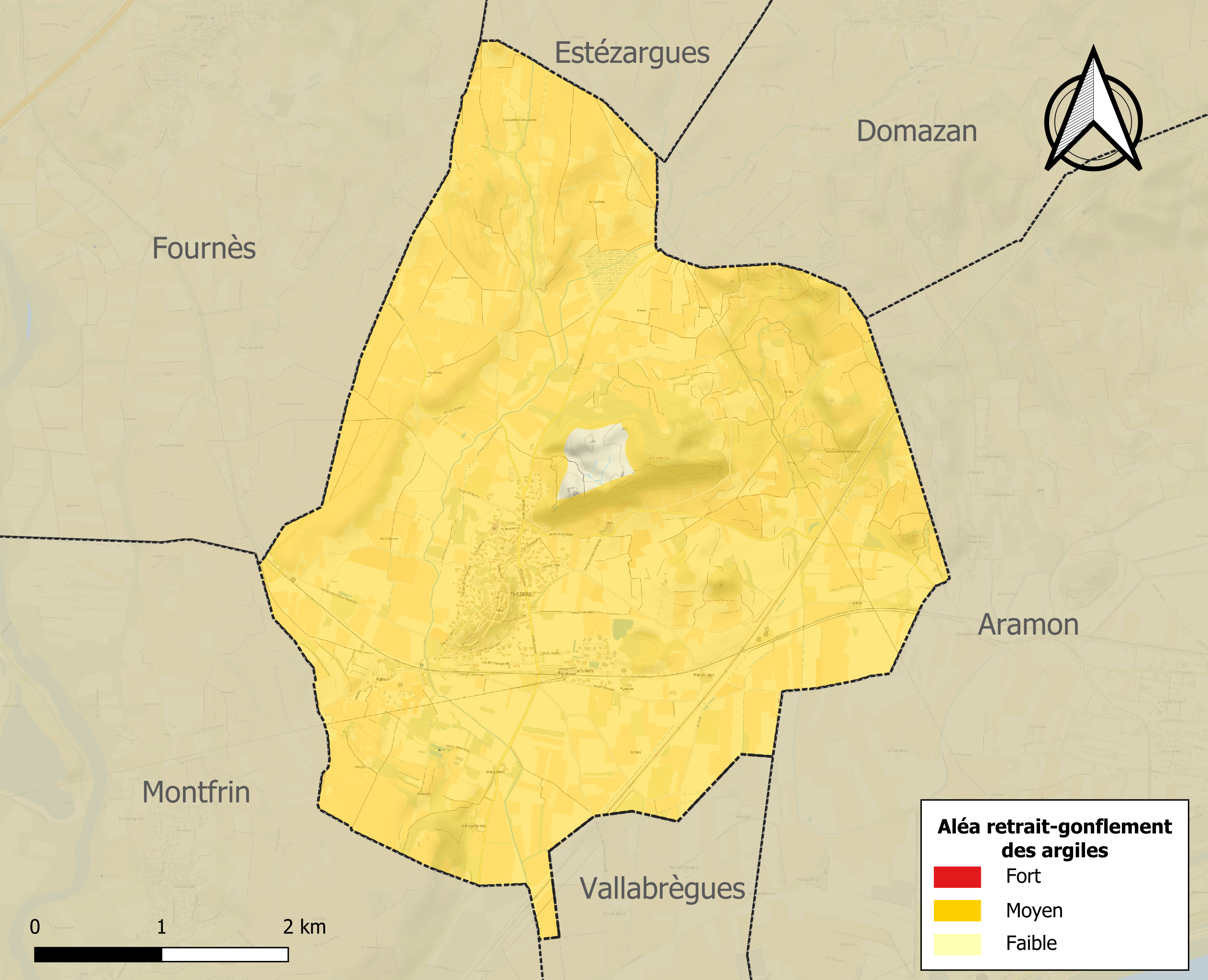
Carte des zones d'aléa retrait-gonflement des sols argileux de Théziers.

La commune est vulnérable au risque de mouvements de terrains constitué principalement du retrait-gonflement des sols argileux. Cet aléa est susceptible d'engendrer des dommages importants aux bâtiments en cas d’alternance de périodes de sécheresse et de pluie. 98,9 % de la superficie communale est en aléa moyen ou fort (67,5 % au niveau départemental et 48,5 % au niveau national). Sur les 451 bâtiments dénombrés sur la commune en 2019, 451 sont en aléa moyen ou fort, soit 100 %, à comparer aux 90 % au niveau départemental et 54 % au niveau national. Une cartographie de l'exposition du territoire national au retrait gonflement des sols argileux est disponible sur le site du BRGM,.
Par ailleurs, afin de mieux appréhender le risque d’affaissement de terrain, l'inventaire national des cavités souterraines permet de localiser celles situées sur la commune.

#### Risques technologiques
Le risque de transport de matières dangereuses sur la commune est lié à sa traversée par des infrastructures routières ou ferroviaires importantes ou la présence d'une canalisation de transport d'hydrocarbures. Un accident se produisant sur de telles infrastructures est en effet susceptible d’avoir des effets graves au bâti ou aux personnes jusqu’à 350 m, selon la nature du matériau transporté. Des dispositions d’urbanisme peuvent être préconisées en conséquence.
La commune est en outre située en aval du barrage de Sainte-Cécile-d'Andorge, un ouvrage de classe A doté d'un PPI. À ce titre elle est susceptible d’être touchée par l’onde de submersion consécutive à la rupture de cet ouvrage.

## Histoire
Le village de Théziers est connu pour son passé dans l'histoire des croisades. Lieu stratégique à quelques kilomètres d'Avignon, ville alors assiégée par les sarazins, les templiers trouvaient refuge dans les hauteurs du village. Une figure emblématique de cette période est sans doute le seigneur Gabelus dit l'immense : il triompha à de nombreuses reprises face aux sarrasins pourtant équipés de chevaux lourds.
Aujourd'hui, les rues du village témoignent encore de cette période guerrière. La plupart des maisons étant construites directement dans la pierre, nous pouvons y voir certaines marques de leur passé.

## Politique et administration
| Période                                  | Période   | Identité               | Étiquette      | Qualité           |
| ---------------------------------------- | --------- | ---------------------- | -------------- | ----------------- |
| mars 1959                                | mars 1971 | Adrien Granier         | Sans étiquette | Agent d'assurance |
| mars 1971                                | mars 1983 | Urbain Nogier          | Sans étiquette | Agriculteur       |
| mars 1983                                | mars 1989 | Noël Veyrac            | Sans étiquette | Agriculteur       |
| mars 1989                                | mai 2020  | Alain Carrière         | PCF-DVG        | Retraité          |
| mai 2020                                 | En cours  | Murielle Garcia-Favand |                |                   |
| Les données manquantes sont à compléter. |           |                        |                |                   |

## Démographie
L'évolution du nombre d'habitants est connue à travers les recensements de la population effectués dans la commune depuis 1793. Pour les communes de moins de 10 000 habitants, une enquête de recensement portant sur toute la population est réalisée tous les cinq ans, les populations de référence des années intermédiaires étant quant à elles estimées par interpolation ou extrapolation. Pour la commune, le premier recensement exhaustif entrant dans le cadre du nouveau dispositif a été réalisé en 2007.

En 2022, la commune comptait 1 070 habitants, en évolution de +1,04 % par rapport à 2016 (Gard : +2,97 %, France hors Mayotte : +2,11 %).
| 1793 | 1800 | 1806 | 1821 | 1831 | 1836 | 1841 | 1846 | 1851 |
| ---- | ---- | ---- | ---- | ---- | ---- | ---- | ---- | ---- |
| 606  | 623  | 655  | 747  | 690  | 631  | 660  | 668  | 656  |

| 1856 | 1861 | 1866 | 1872 | 1876 | 1881 | 1886 | 1891 | 1896 |
| ---- | ---- | ---- | ---- | ---- | ---- | ---- | ---- | ---- |
| 659  | 681  | 674  | 631  | 620  | 600  | 548  | 545  | 552  |

| 1901 | 1906 | 1911 | 1921 | 1926 | 1931 | 1936 | 1946 | 1954 |
| ---- | ---- | ---- | ---- | ---- | ---- | ---- | ---- | ---- |
| 581  | 604  | 680  | 550  | 649  | 650  | 607  | 569  | 548  |

| 1962 | 1968 | 1975 | 1982 | 1990 | 1999 | 2006  | 2007  | 2012  |
| ---- | ---- | ---- | ---- | ---- | ---- | ----- | ----- | ----- |
| 640  | 678  | 659  | 674  | 844  | 883  | 1 001 | 1 018 | 1 091 |

| 2017  | 2022  | - | - | - | - | - | - | - |
| ----- | ----- | - | - | - | - | - | - | - |
| 1 039 | 1 070 | - | - | - | - | - | - | - |

## Économie

### Revenus
En 2018  (données Insee publiées en septembre 2021), la commune compte 442 ménages fiscaux, regroupant 1 071 personnes. La médiane du revenu disponible par unité de consommation est de 20 770 € (20 020 € dans le département).

### Emploi
|                | 2008   | 2013   | 2018   |
| -------------- | ------ | ------ | ------ |
| Commune        | 8,9 %  | 11,7 % | 11,6 % |
| Département    | 10,6 % | 12 %   | 12 %   |
| France entière | 8,3 %  | 10 %   | 10 %   |

En 2018, la population âgée de 15 à 64 ans s'élève à 663 personnes, parmi lesquelles on compte 78,3 % d'actifs (66,7 % ayant un emploi et 11,6 % de chômeurs) et 21,7 % d'inactifs,. Depuis 2008, le taux de chômage communal (au sens du recensement) des 15-64 ans est inférieur à celui du département, mais supérieur à celui de la France.
La commune fait partie de la couronne de l'aire d'attraction d'Avignon, du fait qu'au moins 15 % des actifs travaillent dans le pôle,. Elle compte 149 emplois en 2018, contre 115 en 2013 et 96 en 2008. Le nombre d'actifs ayant un emploi résidant dans la commune est de 452, soit un indicateur de concentration d'emploi de 33 % et un taux d'activité parmi les 15 ans ou plus de 62,8 %.
Sur ces 452 actifs de 15 ans ou plus ayant un emploi, 88 travaillent dans la commune, soit 20 % des habitants. Pour se rendre au travail, 89,7 % des habitants utilisent un véhicule personnel ou de fonction à quatre roues, 2 % les transports en commun, 3,4 % s'y rendent en deux-roues, à vélo ou à pied et 4,9 % n'ont pas besoin de transport (travail au domicile).

### Activités hors agriculture

#### Secteurs d'activités
77 établissements sont implantés  à Théziers au 31 décembre 2019. Le tableau ci-dessous en détaille le nombre par secteur d'activité et compare les ratios avec ceux du département,.
| Secteur d'activité                                                                                        | Commune | Commune | Département |
| Secteur d'activité                                                                                        | Nombre  | %       | %           |
| --- | ------- | ------- | ----------- |
| Ensemble                                                                                                  | 77      |         |             |
| Industrie manufacturière, industries extractives et autres                                                | 7       | 9,1 %   | (7,9 %)     |
| Construction                                                                                              | 23      | 29,9 %  | (15,5 %)    |
| Commerce de gros et de détail, transports, hébergement et restauration                                    | 16      | 20,8 %  | (30 %)      |
| Information et communication                                                                              | 1       | 1,3 %   | (2,2 %)     |
| Activités financières et d'assurance                                                                      | 1       | 1,3 %   | (3 %)       |
| Activités spécialisées, scientifiques et techniques et activités de services administratifs et de soutien | 12      | 15,6 %  | (14,9 %)    |
| Administration publique, enseignement, santé humaine et action sociale                                    | 8       | 10,4 %  | (13,5 %)    |
| Autres activités de services                                                                              | 9       | 11,7 %  | (8,8 %)     |

Le secteur de la construction est prépondérant sur la commune puisqu'il représente 29,9 % du nombre total d'établissements de la commune (23 sur les 77 entreprises implantées  à Théziers), contre 15,5 % au niveau départemental.

#### Entreprises et commerces
Les cinq entreprises ayant leur siège social sur le territoire communal qui génèrent le plus de chiffre d'affaires en 2020 sont : 
- Symbiose, commerce de gros (commerce interentreprises) d'autres machines et équipements de bureau (4 388 k€) ;
- Symbiose Maintenance, commerce de gros (commerce interentreprises) d'ordinateurs, d'équipements informatiques périphériques et de logiciels (1 573 k€) ;
- Staf, exploitation forestière (538 k€) ;
- L'atelier Du Bois, fabrication d'autres meubles et industries connexes de l'ameublement (432 k€) ;
- Nida Ja, travaux de menuiserie bois et PVC (206 k€).

### Agriculture
La commune est dans la vallée du Rhône, une petite région agricole occupant la frange est du département du Gard. En 2020, l'orientation technico-économique de l'agriculture  sur la commune est la culture de fruits ou d'autres cultures permanentes. 
|               | 1988 | 2000 | 2010 | 2020 |
| ------------- | ---- | ---- | ---- | ---- |
| Exploitations | 67   | 53   | 39   | 21   |
| SAU (ha)      | 921  | 948  | 480  | 485  |

Le nombre d'exploitations agricoles en activité et ayant leur siège dans la commune est passé de 67 lors du recensement agricole de 1988  à 53 en 2000 puis à 39 en 2010 et enfin à 21 en 2020, soit une baisse de 69 % en 32 ans. Le même mouvement est observé à l'échelle du département qui a perdu pendant cette période 61 % de ses exploitations,. La surface agricole utilisée sur la commune a également diminué, passant de 921 ha en 1988 à 485 ha en 2020. Parallèlement la surface agricole utilisée moyenne par exploitation a augmenté, passant de 14 à 23 ha.

## Culture locale et patrimoine

### Lieux et monuments
- L'oppida.
- Le site archéologique du Castellas.
- Les vestiges du XIIe siècle.
- L'église Saint-Grégoire, XIIe siècle. L'édifice a été inscrit au titre des monuments historiques en 1986[28]. Plusieurs objets sont référencés dans la base Palissy (voir les notices liées)[28].
- La chapelle Saint-Amant. L'édifice a été inscrit au titre des monuments historiques en 1941[29].

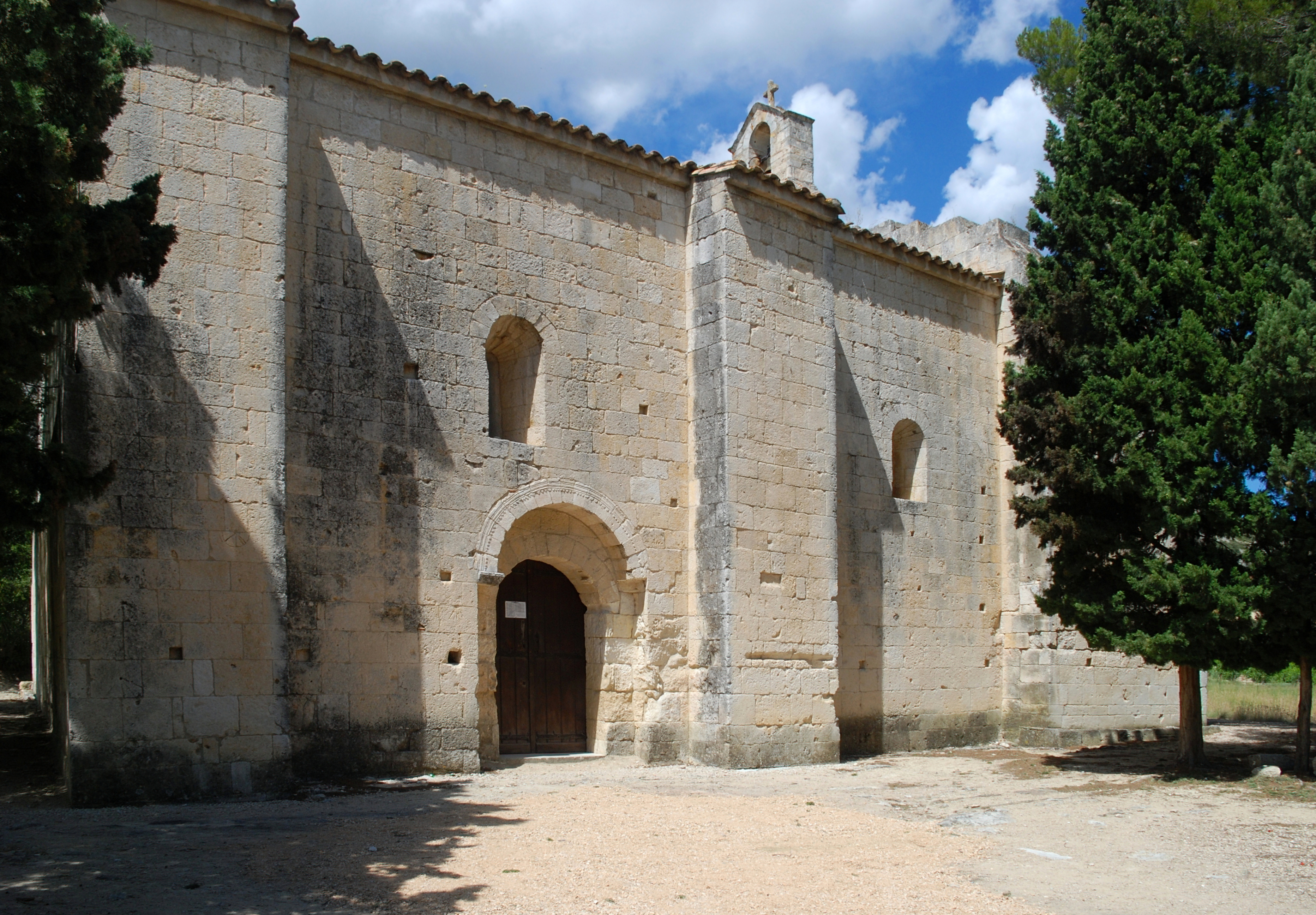
La chapelle Saint-Amant de Théziers.
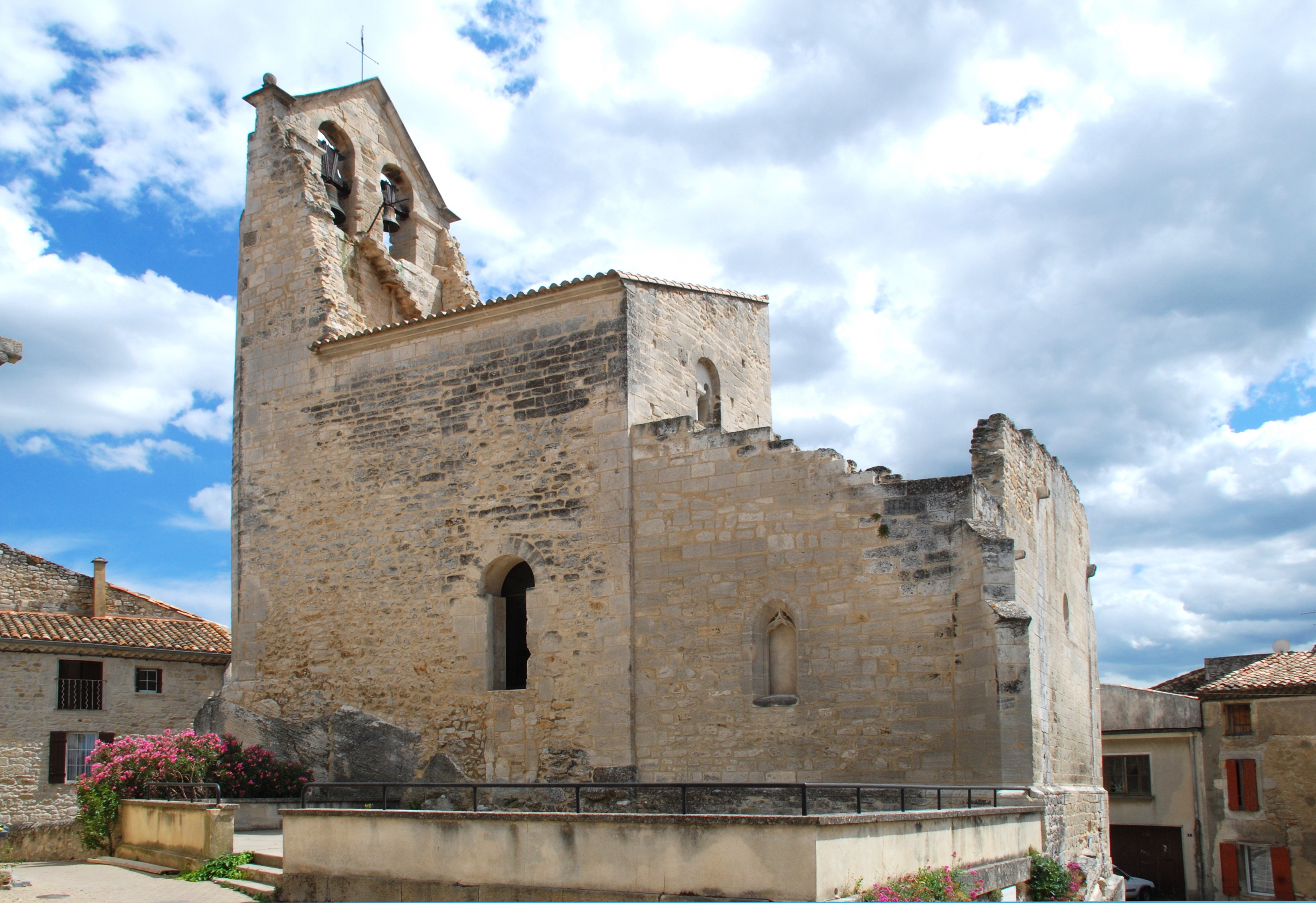
L'église Saint-Grégoire.

### Héraldique
| Blason de Théziers | Blason  | D'hermine à la fasce losangée d'argent et de gueules. |
| Blason de Théziers | Détails | Le statut officiel du blason reste à déterminer.      |